# 1964년 동계 올림픽 크로스컨트리
1964년 동계 올림픽 크로스컨트리 경기는 1964년에 오스트리아 인스부르크에서 열렸다. 여자 5km 경기가 이 대회에서 올림픽 종목으로 처음 채택되었다.